# Girolamo Maggi
Girolamo Maggi (en latin Hieronymus Magius) est un savant et ingénieur militaire italien, né vers 1523 à Anghiari (Toscane) et mort le 27 mai 1572 à Constantinople.

## Biographie
Né à Anghiari, en Toscane, il fréquenta les universités de Pérouse, de Pise et de Bologne, où il eut pour maître le fameux Francesco Robortello, dont il reçut des témoignages d’une bienveillance particulière. Dès le temps qu’il suivait son cours de droit à Pise, il employait ses loisirs à étudier l’architecture militaire et à rechercher les antiquités répandues dans les environs de cette ville : il les dessinait, et lorsque le hasard lui procurait la découverte de quelques médailles, il s’appliqua à déchiffrer les inscriptions ; mais l’attrait qu’avait pour lui ce genre d’étude ne le détournait pas de la lecture des auteurs de droit  et il nous apprend lui-même que, s’il fut d’abord tenté de suivre les traces de Budé et d’Alciat, plus habiles antiquaires encore que grands jurisconsultes, il ne tarda pas à sentir la nécessité de prendre pour modèles Bartole et ses successeurs. Maggi était jeune encore lorsque ses compatriotes le députèrent vers les Florentins. Giacomo Vitelli, prince d’Amatrice, dans le royaume de Naples lui donna ensuite la place de juge, et l’on voit par une de ses lettres qu’en 1560 il la remplissait depuis deux ans. Ce fut à peu près vers ce temps-là qu’il s’établit à Venise, où il publia différents ouvrages qui commencèrent sa réputation : il fut nommé juge dans l’île de Chypre, et se trouva au siège de Famagouste, dont il retarda de plusieurs mois la prise par des machines de son invention ; mais enfin cette ville étant tombée au pouvoir des Turcs, Maggi fut fait prisonnier et vendu à un capitaine de vaisseau qui l’emmena à Constantinople. Il chercha dans l’étude des consolations à sa captivité et sans autre secours que celui de sa mémoire, il composa dans sa prison deux petits traités, l’un De tintinnabulis (des cloches), l’autre De equuleo (du chevalet), qu’il dédia aux ambassadeurs de l’empereur et du roi de France, alors à Constantinople. Tous deux s’occupèrent aussitôt des moyens de délivrer Maggi. Tandis qu’ils négociaient son rachat, il trouva moyen de s’évader et de se réfugier à l’hôtel de l’ambassadeur impérial, mais découvert dans cette retraite, il fut ramené en prison par l’ordre du grand vizir Méhémet Pacha, qui le fit étrangler dans la nuit du 27 mai 1572.

## Œuvres

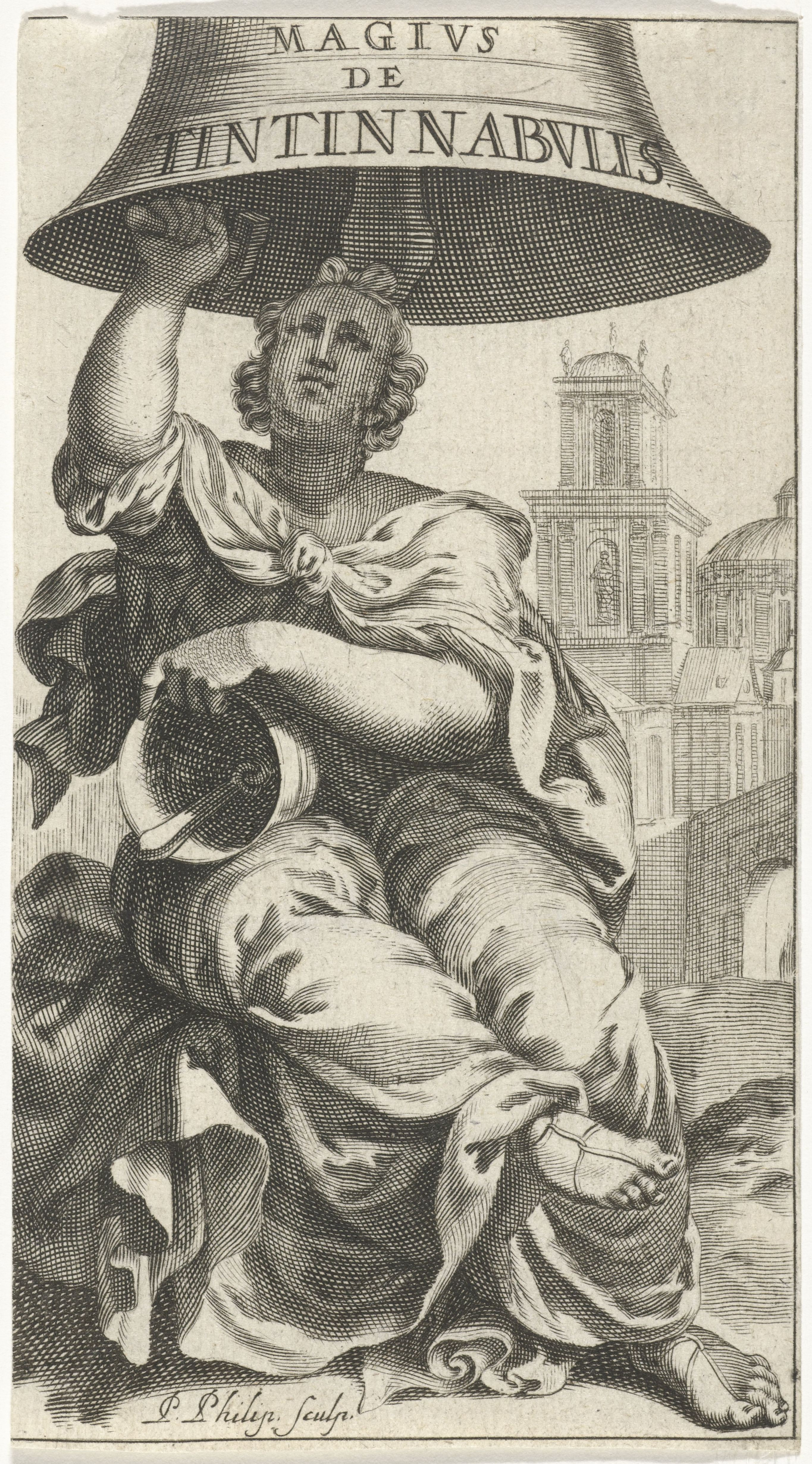
Girolamo Maggi, De tintinnabulis liber postumus. Amsterdam: Henricus Wetstein, 1664.

- I cinque primi canti della guerra di Fiandra, Venise, 1551, in-8°. Le fameux Pierre l'Arétin est l’éditeur de ce poème, qui n’a pas été connu de Francesco Saverio Quadrio.
- De mundi exustione et de die judicii, Bâle, 1662, in-fol. Cette matière y est traitée suivant les principes des stoïciens.
- Variæ lectiones seu Miscellanea, Venise, 1564, in-8° ; recueil d’excellentes observations sur un grand nombre de passages des auteurs grecs et latins. Gruter les a insérées dans le tome 2 du Thesaurus criticus.
- Della fortificazione delle città, imprimé à la suite du Traité des fortifications de Giacomo Castriotto en 1564 ; et séparément avec des additions, Venise, 1584, in-fol. Cet ouvrage, qui est fort curieux, contient la description de beaucoup de machines de guerre de l’invention de Maggi, et dont il employa quelques-unes avec succès à la défense de Famagouste.
- De tintinnabulis, Hanau, 1608, in-8° ; précédé de la vie l’auteur et accompagné de notes par Sweert, Amsterdam, 1664, in-12, fig., jolie édition. Sallengre a inséré cette petite dissertation dans le Thesaurus novus antiquitat. romanar., t. 2.
- De equuleo, Hanau, 1609, in-8°, avec des notes de Godef. Jungerman ; réimprimé par Raph. Trichet-Dufresne, à la suite de l’édition du traité d’Antonio Gallonio : De SS. Martyrum cruciatibus, Paris, 1660 ; et Amsterdam, 1664, in-12, fig., avec des extraits d’ouvrages sur la même matière. Ces deux petits traités sont assez souvent réunis dans même volume.

On cite encore de Maggi des Commentaires sur les Institutes de Justinien, Lyon, in-8° ; des Notes sur les Vies des hommes illustres de Cornélius Népos, Bâle, 1563, in-fol. dont Lambin, dit-on, a beaucoup profité pour son travail, mais sans nommer Maggi ; la Préface et l’analyse du livre De fato, par Giulio Sirenio, Venise, 1563, in-fol. et une Vie de Paul V, insérée par Caracciolo dans les Preuves de l’histoire de ce pontife. Il a laissé un grand nombre d’ouvrages inédits, dont on trouvera la liste à la suite de la vie de auteur par Sweert, et dans les Éloges de Teissier, t. 2, p. 370 ; les plus remarquables sont : un traité De sepulcris et sepeliendi ritu  et un autre : Degli ingegni e secreti militari. Tiraboschi prouve que ce dernier ouvrage est le même que celui dont Iacopo Morelli a donné une notice dans le Catalogue de la bibliothèque Nani à Venise.